# Блануша, Данило
Данило Блануша серб. Данило Блануша; 7 декабря 1903, Осиек — 8 августа 1987, Загреб) — югославский математик, физик, инженер, профессор Загребского университета.
Родился в сербской семье в Осиеке, находившемся в тот момент в Австро-Венгрии (ныне Хорватии). Учился в начальных школах в Вены и Штайра в Австрии, далее — в гимназиях Осиека и Загреба. Изучал инженерное дело, математику и физику в Загребе и Вене.
Преподавательскую и научную карьеру начал в Загребе. В 1943 году защитил в Загребском университете докторскую диссертацию по бесселевым функциям. В 1957—1958 учебном году занимал должность декана электроинженерного факультета Загребского университета. В 1960 году стал лауреатом премии Бошковича.

## Исследования в математике
В математике наиболее известен как нашедший в 1946 году второй и третий снарки, ставшие известными как снарки Блануши; ранее был известен только один снарк — граф Петерсена, обнаружение двух новых снарков способствовало появлению новой области исследований в теории графов.
Среди других математических исследований Блануши — работы по изометрическим вложениям гиперболических пространств в евклидовы и гильбертовы остранства. В его самой известной работе  описана конструкция вложения двумерной поверхности Лобачевского в шестимерное евклидово пространство и вложений {\displaystyle n}-мерного гиперболическо пространства в {\displaystyle 6n-5}-мерное евклидово пространство для всех {\displaystyle n\geq 2,} а в раньшей работе  описаны вложения гиперболических пространств в гильбертовы пространства. Другие значительные труды по теории бесселевых функций, дифференциальной геометрии и теории графов. Результаты его исследований опубликованы в японской математической энциклопедии Sugaku jiten в Токио Иванами Шотеном (Iwanami Shoten) в 1962 году.
Его число Эрдёша — 6.

## Исследования в физике
Физические работы относятся в основном к теории относительности. В частности, он обнаружил существенную ошибку в уравнениях для абсолютного тепла (Q) и температуры (T) в феноменологической релятивистской термодинамике, впервые опубликованных Максом Планком в журнале «Анналы физики» (Annalen der Physik) в 1908 году и широко растиражированных в научной и учебной литературе:
- Q0 и T0 имеют соответствующие классические значения и a=(1-v2/c2)1/2, таким образом в отношении Q=Q0a, T=T0a , в действительности должно быть Q = Q0/a, T = T0/a.

Исправление опубликовано в югославском физико-математическом журнале Glasnik в статье «Sur les paradoxes de la notion d'énergie» в 1947 году, однако на данную публикацию обратили внимание только в 1960 году и лишь после этого проведено массовое исправление уравнения (нахождение ошибки часто ошибочно приписывают Хайнриху Отту).